# Тихвинка (Тамбовская область)
Ти́хвинка — деревня в Кирсановском районе Тамбовской области России. Входит в состав Ковыльского сельсовета.

## География
Деревня находится в восточной части Тамбовской области, в лесостепной зоне, в пределах Окско-Донской равнины, к западу от реки Сухая Панда, на расстоянии примерно 24 км (по прямой) к западу-юго-западу (WSW) от города Кирсанов, административного центра района. Абсолютная высота — 201 м над уровнем моря.
Климат
Климат характеризуется как умеренно континентальный с недостаточным и неустойчивым увлажнением. Среднегодовое количество осадков составляет 470—510 мм. Средняя температура января составляет −11,3 °С, июля — +20,4 °С.
Часовой пояс
Деревня Тихвинка, как и вся Тамбовская область, находится в часовой зоне МСК (московское время). Смещение применяемого времени относительно UTC составляет +3:00.

## История
По данным 1926 года имелось 210 хозяйств и проживало 940 человек (438 мужчин и 502 женщины). В административном отношении деревня входила в состав Иноковской волости Кирсановского уезда Тамбовской губернии.

## Население
| 2010 |
| ---- |
| 34   |

Половой состав
По данным Всероссийской переписи населения 2010 года, в гендерной структуре населения мужчины составляли 58,8 %, женщины — соответственно 41,2 %.
Национальный состав
Согласно результатам переписи 2002 года, в национальной структуре населения русские составляли 100 % из 54 чел.

## Улицы
Уличная сеть деревни состоит из двух улиц (ул. Запрудная и ул. Овражная).